# Jósafát júdai király
Jósafát, más írásmóddal Józafát, héberül Jehosafát, (héberül: יְהוֹשָׁפָט / Yəhôšāp̄āṭ ['Jahve ítél'], görögül: Ἰωσαφάτ, latinul: Josaphat), (Kr. e. 909 k. – Kr. e. 849) Júda társkirálya Kr. e. 873-tól, királya 871-től 849-ig.
Ása fia és utóda. Országának sok városát erődítésekkel látta el, megszilárdította a törvénykezés rendjét, küzdött az idegen kultuszok ellen. Sikerült békés kapcsolatokat kiépítenie Izraellel; Akhábbal közösen viselt hadat az arámiak, majd Akháb fiával a Jórámmal a moábiták ellen, de egyik esetben sem járt sikerrel. Más alkalommal az egyesült moábita és ammónita sereget győzte le az Úr csodás segítségével. Akháb leányát, Atáliát megkérte fia, Jórám számára, hogy a két ország jóviszonyát a dinasztikus kapcsolattal erősítse, de ez a házasság katasztrofális következményekkel járt utódaira és Júdára nézve.